# Robinne Lee
Robinne Lee (Mount Vernon, 16 luglio 1974) è un'attrice statunitense.

## Biografia
Ha lavorato con Will Smith nel film Sette anime. È inoltre apparsa in Numb3rs ed in Buffy l'ammazzavampiri.

## Filmografia

### Cinema

#### Cortometraggi
- Get That Number, regia di Stephen Leeds (1997)
- Shook, regia di Melanie Williams-Oram (2004)
- Hear Me, regia di Kenn Michael (2012)
- Curdled, regia di Yolande Geralds (2013)

#### Lungometraggi
- Hav Plenty, regia di Christopher Scott Cherot (1997)
- National Security - Sei in buone mani (National Security), regia di Dennis Dugan (2003)
- Deliver Us from Eva, regia di Gary Hardwick (2003)
- 30 anni in 1 secondo (13 Going on 30), regia di Gary Winick (2004)
- Hitch - Lui sì che capisce le donne (Hitch), regi di Andy Tennant (2005)
- This Is Not a Test, regia di Chris Angel (2008)
- Sette anime (Seven Pounds), regia di Gabriele Muccino (2008)
- Hotel Bau (Hotel for Dogs), regia di Thor Freudenthal (2009)
- Divorzio d'amore (Divorce Invitation), regia di S.V. Krishna Reddy (2012)
- The Under Shepherd, regia di Russ Parr (2012)
- Miss Dail, regia di David H. Steinberg (2013)
- Echo Park, regia di Amanda Marsalis (2014)
- Forgiveness, regia di Hakim Khalfani (2015)
- The Bounce Back, regia di Youssef Delara (2016)
- 9 Rides, regia di Matthew A. Cherry (2016)
- Cinquanta sfumature di nero (Fifty Shades Darker), regia di James Foley (2017)
- Cinquanta sfumature di rosso (Fifty Shades Freed), regia di James Foley (2018)

### Televisione
- Cupid & Cate, regia di Brent Shields (2000) (film TV)
- The Runaway, regia di Arthur Allan Seidelman (2000) (film TV)
- Buffy l'ammazzavampiri (Buffy the Vampire Slayer, 2002) (episodio Addormentato)
- Almost a Woman, regia di Betty Kaplan (2002) (film TV)
- The Big House (2004) (1 episodio)
- Numb3rs (2005) (episodi Il principio di Heisenberg e Sabotaggio)
- House of Payne (2007) (10 episodi)
- Farmed and Dangerous (2013) (4 episodi)
- Being Mary Jane (2013-2014) (6 episodi)
- A Second Chance Christmas (2014) (film TV)
- Mind Games (2014) (1 episodio)
- NCIS: unità anticrimine (2017) (episodio Qualcosa di blu)
- Superstition (2017-in corso) (12 episodi)

### Webseries
- Almost 30 (2015) (episodio Almost Promoted)

## Doppiatrici italiane
- Roberta Pellini in National Security - Sei in buone mani
- Claudia Pittelli in Hitch - Lui sì che capisce le donne
- Antonella Baldini in Sette anime
- Stella Musy in Cinquanta sfumature di nero